# Oliver Gross
Oliver Gross (Hanau, 17 giugno 1973) è un ex tennista tedesco.

## Carriera
In carriera ha raggiunto una finale in singolare agli Internazionali di Tennis di San Marino nel 1994. Nei tornei del Grande Slam ha ottenuto il suo miglior risultato raggiungendo il quarto turno nel singolare agli US Open nel 1998.

## Statistiche

### Singolare

#### Finali perse (1)
| Numero | Anno           | Torneo                                                      | Superficie  | Avversario in finale | Punteggio |
| 1.     | 14 agosto 1994 | Internazionali di Tennis di San Marino, Città di San Marino | Terra rossa | Carlos Costa         | 1-6, 3-6  |